# Стационе ди Кастелнуово Берарденга (Сијена)
Стационе ди Кастелнуово Берарденга је насеље у Италији у округу Сијена, региону Тоскана.
Према процени из 2011. у насељу је живело 73 становника. Насеље се налази на надморској висини од 217 м.